# آثار الشیعه الامامیه
آثار الشیعه الامامیه مجموعه‌ای دانشنامه‌ای گونه به زبان عربی شامل ۲۰ جزء است.

## نویسنده
این اثر نوشته و تالیف عبدالعزیز جواهرکلام از نوادگان محمد حسن نجفی مشهور به صاحب جواهر است. نویسنده این کتاب، از دانشمندان معاصر و پرورش یافته حوزه علمیه نجف اشرف و از شاگردان آخوند خراسانی(رهبر مشروطه و متوفای 1329ق) است که در سال 1365ش درگذشت.

## چاپ کتاب
قسمتی از جزء سوم این مجموعه، شامل تاریخ دولت‌های شیعی از آل بویه تا قطب شاهیه به سال ۱۳۴۲ قمری (۱۹۲۴ میلادی) در ۱۵۶ صفحه در چاپخانه مجلس، به هزینة سیدحسن مدرس به چاپ رسید. سپس جزء چهارم آن، تاریخ وزیران و امیران شیعه، توسط علی جواهر الکلام عموزاده مؤلف ترجمه و به سال ۱۳۰۷ خورشیدی در همان چاپخانه چاپ شد.

## بخش‌های مختلف کتاب
- جزء اول: اصل تشیع و فرقه‌های مختلف شیعه و فرقة امامی و عقاید و افکار این فرقه
- جزء دوم: تاریخ سیاسی شیعه امامیه در مکه و مدینه و سوریه و عراق و ایران و مصر و هندوستان
- جزء سوم: شرح حال پادشاهان و فرمانداران شیعه در ایران و عراق و سوریه و هندوستان، از میانه‌های سده سئم قمری تا دوران کنونی
- جزء چهارم: حالات وزیران و امیران شیخ الاسلام های کشورهای شیعه از آغاز تشکیلات سیاسی در اسلام تا پایان سلسله زندیه
- جزء پنجم: تاریخ ایران نو از انقراض زندیه تا عصر حاضر
- جزء ششم: تاریخ معارف و آداب شیعه از آغاز اسلام تا عصر حاضر
- جزء هفتم و هشتم: فهرست کتابهای خطی و چاپی شیعه
- جزء نهم تا هفدهم: شرح احوال افراد برجسته و نامدار شیعه از سده اول تا هفتم هجری قمری
- جزء هجدهم: شرح حال زنان برجسته و نامدار شیعه
- جزء نوزدهم و بیستم: پیشینه آثار اجتماعی شیعه که شامل تاریخ شهرها، کتابخانه‌ها و مسجدها می‌گردد.